# Будово
Будово — деревня в Торжокском районе Тверской области. Административный центр Будовского сельского поселения, образованного в 2005 году.

## География
Находится в 17 км к северу от города Торжка. Деревня более чем на 3 км вытянулась вдоль автомагистрали «Москва — Санкт-Петербург». В 1 км к западу от деревни — река Тверца.
Южная часть деревни — бывшая отдельная деревня Каменка.

## История

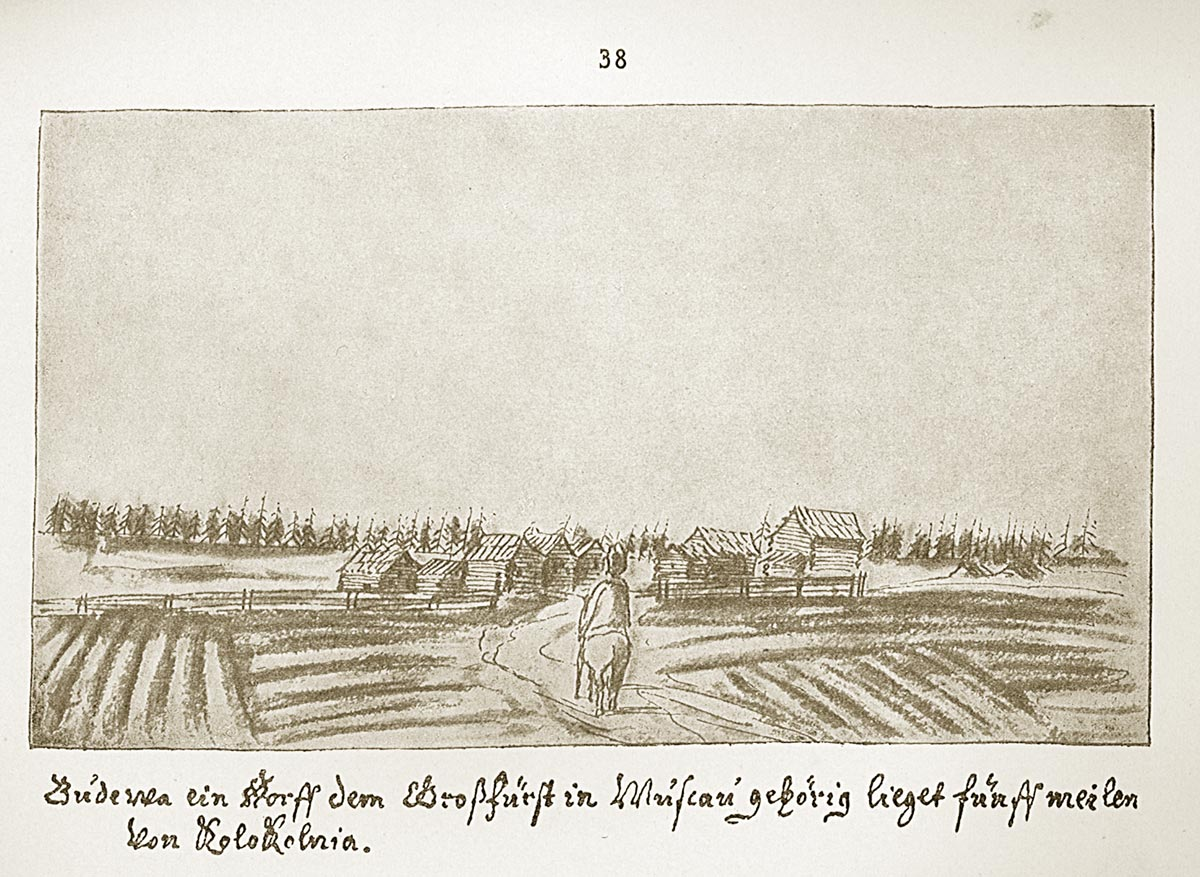
Будово в 1661 году

Будово — бывшее село, деревянная Никольская церковь, построенная в 1846 году, располагалась к северу от села, где шоссе пересекает Киёв ручей.
В 1859 году в казенном селе Будово 128 дворов, 729 жителей. В соседней владельческой деревне Каменка (сейчас часть Будова) — 55 дворов, 374 жителя.
В конце XIX — начале XX века село Будово центр прихода Василёвской волости Новоторжского уезда Тверской губернии. В 1884 году в селе 144 двора, 631 житель. В 1918—1922 годах Будово — центр Василёвской волости Новоторжского уезда. По переписи 1920 года — 143 двора, 673 жителей.
В 1997 году — 141 хозяйство, 349 жителей. Администрация сельского округа, центральная усадьба колхоза «Родина», механические мастерские, неполная средняя школа, детсад, ДК, библиотека, фельдшерско-акушерский пункт, магазин.

## Население
На начало 2008 года население — 334 жителя.
| 1859 | 1884 | 1897 | 1920 | 2002 | 2010 |
| ---- | ---- | ---- | ---- | ---- | ---- |
| 729  | ↘631 | ↘628 | ↗673 | ↘300 | ↗312 |

## Инфраструктура
В деревне имеются:
- МУ «Администрация Будовского сельского поселения»
- СПК «Родина»
- МОУ «Будовская общеобразовательная школа»